# 扬·奥尔松 (1942年)
扬·奥尔松（瑞典語：Jan Olsson，1942年3月30日—），生于哈尔姆斯塔德，瑞典男子足球运动员，司职后卫。他曾代表瑞典国家队参加1974年国际足联世界杯。他于1979年退役。